# 学校法人千代田学園 (東京都)
学校法人千代田学園（がっこうほうじんちよだがくえん）は、東京都台東区東上野に法人本部を置いていた学校法人。
2002年に民事再生手続を申請、現在は設置校の千代田工科芸術専門学校と千代田海洋科学ビジネス専門学校はともに学生募集を停止し、2004年に卒業生を送り出したのを最後に休校し、卒業証明書他各種書類を発行する「事務センター」のみが運営されている。
また、学校法人としては初めて東京都から解散命令を受けている。
「合併し、大きな時計もなくなり、校舎水色になった二ヶ月後の夏、校舎があとかたも無くなる。900人の生徒は東京都が1年半予算を出し卒業まで面倒を見た」（ショッカーO野野秘密基地ラジオにて）
所在地：東京都台東区入谷1丁目3-9　汲田コーポ3階（事務センター）

## 歴史
- 1957年　各種学校で前身の千代田テレビ技術学校開校
- 1967年　千代田デザインスクール開校、同年に校名を千代田デザイナー学院に改称する
- 1968年　千代田写真専門学院、電子計算機教育センター（のちの千代田電算機学院）開校
- 1971年　認可により、法人組織としての学校法人千代田学園発足
- 1971年　千代田ビジネスカレッジ設置
- 1971年　千代田デザイナー学院と千代田写真専門学院を統合、千代田写真デザイン学院設置
- 1972年　千代田テレビ技術学校を千代田テレビ電子学校に改称する
- 1972年　千代田ビジネスカレッジを千代田ビジネス学院に改称する
- 1980年　千代田テレビ電子学校、千代田デザイン写真学院、千代田電算機学院を統合、千代田工科芸術専門学校（専修学校）設置。
- 1980年　千代田ビジネス学院が専修学校として認可をうけ、千代田ビジネス専門学校に改称する
- 2001年　千代田ビジネス専門学校を千代田海洋科学ビジネス専門学校に改称する
- 2002年　民事再生法手続申請
- 2003年　民事再生計画認可
- 2004年　再生計画遂行により手続終結。都の自主解散要請を拒否したため都と台東区が現地調査。結果、12月17日に東京都私立学校審議会の解散命令の答申により、都が学校法人の解散を命令[2][3]。

## 著名な卒業生・出身者

### 千代田工科芸術専門学校
- 花くまゆうさく - 漫画家
- 池田文春 - 漫画家
- ものたりぬ - 漫画家
- きむらひろき - 漫画家
- 本庄敬 - 漫画家
- おぎのひとし - 漫画家
- 大沼心 - アニメーション監督
- 梅津泰臣 - アニメーション監督、アニメーター
- 朴性厚 - アニメーション監督、アニメーター
- 芝美奈子 - アニメーター
- しずまよしのり - イラストレーター
- ダンカン - お笑い芸人
- 阿曽山大噴火 - お笑い芸人
- 松尾駿 - お笑い芸人
- 井口昇 - 俳優、映画監督
- 五味真由子 - 声優
- 麻里万里 - 声優
- 山中真尋 - 声優

### 千代田デザイナー学院
- 千之ナイフ - 漫画家
- 早坂未紀 - 漫画家
- 破李拳竜 - 漫画家
- 田中しょう - 漫画家　※中退
- 平野俊貴 - アニメーション監督、アニメーター
- 加藤直之 - アニメーター
- 金田益実 - 著作家

### 千代田ビジネス専門学校
- ツェワン・ギャルポ・アリア - チベットの官僚、駐日代表

### 千代田テレビ電子専門学校
- 並樹史朗 - 俳優 / 中退
- 新井康之 - 埼玉県宮代町長